# James Stockdale
Pour les articles homonymes, voir Stockdale.
James Bond Stockdale, né à Abingdon (Illinois) le 23 décembre 1923 et mort à Coronado (Californie) le 5 juillet 2005, est un vice-amiral de la marine américaine qui est l'un des officiers les plus décorés de l'histoire de l'US Navy. Il a été candidat à la vice-présidence des États-Unis lors de l'élection présidentielle de 1992, colistier du candidat indépendant Ross Perot.

## Biographie
James Bond Stockdale naît le 23 décembre 1923 à Abingdon dans l’État du Illinois aux États-Unis d’Amérique. Il est le fils unique de Mabel et Vernon Stockdale, ce dernier ayant été marin dans l’United States Navy pendant la Première Guerre mondiale. Alors qu’il a sept ans, il décide lors d’une visite à Annapolis qu’il fera lui aussi carrière dans la marine. il entre ainsi en 1943 à l’Académie navale d’Annapolis, dont il est major de sa promotion.
Pendant les trois ans qui suivent il est officier à bord d’un destroyer puis rejoint la formation des pilotes de l’aéronavale, étant passionnée par ce domaine depuis sa rencontre dans sa jeunesse avec l’amiral Richard Byrd. Après avoir reçu ses ailes de pilote en 1950, il entre en 1954 à la Naval Test Pilot School de Patuxent où il découvre les avions à réaction. Il fréquente également au début des années 1960 l’université Stanford, dont il est diplômé en relations internationales.
À sa sortie de l’université, il est nommé à la tête de l’escadron VF-51 basé sur l'USS Ticonderoga. Le 2 août 1964, il dirige les appareils se portant au secours de l’USS Maddox au cours du premier incident du golfe du Tonkin, puis le 6 août, il mène l’une des premières vague de bombardement stratégique sur le Nord Vietnam en attaquant les infrastructures pétrolières de Vinh. Peu de temps après, le CV-34 est transféré sur l'USS Oriskany, où Stockdale devient commandant du Carrier Air Group 16.
Le 9 septembre 1965, alors qu’il dirige une attaque pendant l’opération Rolling Thunder, Stockdale est abattu par la défense aérienne près de Nghi Sơn. Bien qu’étant parvenu à s’éjecter, il se blesse gravement au dos et au genou à l’atterrissage et est fait prisonnier. Il est alors enfermé à la prison Hỏa Lò, aussi appelée ironiquement Hanoi Hilton, où il reste pendant sept ans. Pendant cette période, il prend la tête des captifs et les organise afin de leur permettre de mieux résister à la torture et aux mauvais traitement réguliers. Par ailleurs, en 1969, il se mutile volontairement pour empêcher les Vietnamiens de l’exhiber pour montrer que les prisonniers sont bien traités. En parallèle, sa femme, Sybil, qu’il a épousé en 1947, fonde la National League of Families of American Prisonners and Missing in Southeast Asia pour attirer l’attention sur le sort des prisonniers américains au Viêt Nam.
À la suite des accords de paix de Paris de 1973, Stockadale est rapatrié aux États-Unis. Gerald Ford lui remet la Medal of Honor le 6 mars 1976 et il est promu ultérieurement au rang d’amiral. Il devient par ailleurs président du Naval War College et se présente aux élections présidentielles de 1992 en tant que vice-président potentiel de Ross Perot. Atteint de la maladie d’Alzheimer, il meurt le 5 juillet 2005 et est enterré à l’United States Naval Academy Cemetery.

## Distinctions
- Naval Aviator Insignia ;
- Medal of Honor ;
- Navy Distinguished Service Medal avec deux étoiles ;
- Silver Star avec trois étoiles ;
- Legion of Merit avec Valor Device ;
- Distinguished Flying Cross avec une étoile ;
- Bronze Star avec Valor Device et une étoile ;
- Purple Heart avec une étoile ;
- Air Medal avec nombre 10 ;
- Combat Action Ribbon;
- Navy Unit Commendation avec une étoile ;
- American Campaign Medal ;
- World War II Victory Medal ;
- Navy Occupation Service Medal ;
- National Defense Service Medal avec une étoile ;
- Armed Forces Expeditionary Medal avec deux étoiles de bronze ;
- Vietnam Service Medal avec trois étoiles d’argent et une étoile de bronze ;
- Croix de la Vaillance du Viêt Nam avec palmes ;
- Republic of Vietnam Campaign Medal avec agrafe 1960 ;
- Navy Pistol Marksmanship Medal avec agrafe E.

## Hommages
Le prix de leadership de l’United States Navy décerné chaque année aux officiers de la marine est nommé en son honneur.

## Écrits de James Stockdale
Livres
- Taiwan and the Sino-Soviet Dispute, Stanford, California, 1962.
- The Ethics of Citizenship, les « Andrew R. Cecil lectures » de l'Université du Texas à Dallas en 1981, sur les valeurs morales dans une société libre, ont notamment été données par James Stockdale.
- James Bond Stockdale Speaks on the "Melting Experience: Grow or Die", Hoover Institution, Stanford, discours donné en 1981 aux élèves diplômés de l'Université John Carroll à Cleveland (Ohio).
- A Vietnam Experience: Ten Years of Reflection, Hoover Institution, Stanford, 1984,  (ISBN 0-8179-8151-9).
- In Love and War: The Story of a Family's Ordeal and Sacrifice During the Vietnam Years.
  - 1984 Original, Harper & Row, New York,  (ISBN 0-06-015318-0).
  - 1990 Reprint, Naval Institute Press, Annapolis, Maryland,  (ISBN 0-87021-308-3).
- Courage Under Fire: Testing Epictetus's Doctrines in a Laboratory of Human Behavior, Hoover Institution, Stanford, 1993,  (ISBN 0-8179-3692-0).
- Thoughts of a Philosophical Fighter Pilot, Hoover Institution, Stanford, 1995  (ISBN 0-8179-9391-6).

Autres écrits
- Stockdale on Stoicism I: The Stoic Warrior's Triad
- Stockdale on Stoicism II: Master of My Fate